# Zwierzęta z Zielonego Lasu (serial animowany)
Zwierzęta z Zielonego Lasu / Zwierzęta z ginącego lasu (ang. Animals of Farthing Wood, 1992–1995) – europejski serial animowany. Został zrealizowany na podstawie cyklu powieści Colina Danna pod tym samym tytułem.

## Ekipa
- Reżyseria: Elphin Lloyd-Jones, Philippe LeClerc
- Scenariusz: Alan Case, Steve Walker, Sue Butterworth, Jenny McDade, Gordon Harrison, Elphin Lloyd-Jones, Valerie Georgeson
- Zdjęcia: Chris Williams
- Producent: Gert K. Müntefering
- W wersji angielskiej udział wzięli:
  - Jeremy Barrett: Królik, Kret, Pan Ryjówka, Aksamitek (Mechaty).
  - Rupert Farley: Lis, Zuch, Poker (Cętka), Śmiałek, Zając, Miłek, Bażant.
  - Jon Glover: Szrama, Obieżyświat (Wędrowiec), Leśniczy, inne.
  - Sally Grace: Sowa, Łasica, inne.
  - Stacy Jefferson: Lisica, Żmija, inne.
  - Pamela Keevilkral: Szybka, Kleo, Gałązka, Wiewiórka, Pani Jeż, inne.
  - Ron Moody: Borsuk, Gwizdek, Ropuch, Zbir (Byczek), Spike, Rollo, Jeż, Pan Nornica, Pan Mysz, Wielki Biały Jeleń, inne.

## Wersja polska
Serial emitowany był w Polsce w wersji z angielskim dubbingiem i polskim lektorem pod nazwą Zwierzęta z ginącego lasu w 1996 roku w paśmie wspólnym tv lokalnych (TVP Regionalna) z lektorem Stanisławem Heropolitańskim oraz pod nazwą Zwierzęta z Zielonego Lasu na kanale Polsat od 8 stycznia do 1 października 1999 roku również w wersji z lektorem, którym był Janusz Kozioł. Wersja ta była powtarzana później na kanale TV4 w 2000 roku.
Serial został wydany na VHS. Istnieje także czasopismo poświęcone serialowi pt. Przyjaciele z Zielonego Lasu.

### Lektor I
Zwierzęta z ginącego lasu – wersja z TV Regionalnych z angielskim dubbingiem i polskim lektorem.
- Czytał: Stanisław Heropolitański

### Lektor II
Wersja Polsat i TV4 oraz VHS (niektóre odcinki) z angielskim dubbingiem i polskim lektorem.
- Opracowanie wersji polskiej: Studio Publishing
- Tekst: Iwona Ufnal
- Czytał: Janusz Kozioł

### Lektor III
Wersja VHS z angielskim dubbingiem i polskim lektorem.
- Tłumaczenie i opracowanie wersji polskiej: Magdalena Białoń-Chalecka
- Udźwiękowienie: Edward Wojtczak
- Czytał: Miłogost Reczek

## Fabuła
Serial opowiada o grupie zwierząt, które początkowo zamieszkiwały Zielony las. Niestety, pewnego razu w lesie pojawili się ludzie, którzy zaczęli go karczować. Zwierzęta zebrały się w tej sprawie na naradę i zdecydowały, za radą Ropucha, że muszą opuścić swój dom i udać się do Rezerwatu Danieli – odległego parku narodowego (Park Białego Jelenia - White Deer Park), gdzie będą mogły żyć bezpiecznie. Na przywódcę wyprawy wybrany został Lis. Po dotarciu do rezerwatu lisy zakładają rodzinę. Niebezpieczeństwo jednak nie mija. Śmierć i walka o terytorium są na porządku dziennym.

## Spis odcinków
| N/o            | Polski tytuł (TV4)       | Angielski tytuł             |
| -------------- | ------------------------ | --------------------------- |
|                |                          |                             |
| SERIA PIERWSZA |                          |                             |
|                |                          |                             |
| 01             | Las w niebezpieczeństwie | The Wood in Danger          |
|                |                          |                             |
| 02             | Wyruszamy w drogę        | The Journey begins          |
|                |                          |                             |
| 03             |                          | Through fire and water      |
|                |                          |                             |
| 04             |                          | False Haven                 |
|                |                          |                             |
| 05             |                          | Snare for the unwary        |
|                |                          |                             |
| 06             |                          | Who shall wear the crown    |
|                |                          |                             |
| 07             |                          | New friends, old enemies    |
|                |                          |                             |
| 08             |                          | Friends in need             |
|                |                          |                             |
| 09             |                          | Whistler's Quarry           |
|                |                          |                             |
| 10             |                          | Between two evils           |
|                |                          |                             |
| 11             |                          | A deathly calm              |
|                |                          |                             |
| 12             |                          | Pandemonium                 |
|                |                          |                             |
| 13             |                          | So near and yet so far      |
|                |                          |                             |
| SERIA DRUGA    |                          |                             |
|                |                          |                             |
| 14             | Powitanie bohaterów      | A Heroes' Welcome           |
|                |                          |                             |
| 15             | Zima                     | Winter                      |
|                |                          |                             |
| 16             | Musimy przeżyć           | Survival                    |
|                |                          |                             |
| 17             |                          | New enemies                 |
|                |                          |                             |
| 18             |                          | A joke backfires            |
|                |                          |                             |
| 19             |                          | Home is where the heart is  |
|                |                          |                             |
| 20             |                          | The feud begins             |
|                |                          |                             |
| 21             |                          | Like Father, like Son       |
|                |                          |                             |
| 22             |                          | Narrow escapes              |
|                |                          |                             |
| 23             |                          | Shadows                     |
|                |                          |                             |
| 24             |                          | A time of reckoning         |
|                |                          |                             |
| 25             |                          | Blood is thicker than water |
|                |                          |                             |
| 26             |                          | Reconciliation              |
|                |                          |                             |
| SERIA TRZECIA  |                          |                             |
|                |                          |                             |
| 27             |                          | Comings and goings          |
|                |                          |                             |
| 28             |                          | Out and about               |
|                |                          |                             |
| 29             |                          | Water water                 |
|                |                          |                             |
| 30             |                          | The Missing fox's friend    |
|                |                          |                             |
| 31             |                          | Tiffs and tempers           |
|                |                          |                             |
| 32             |                          | Adventure for the birds     |
|                |                          |                             |
| 33             |                          | The long-tailed visitor     |
|                |                          |                             |
| 34             |                          | Scared Silly by Snakes      |
|                |                          |                             |
| 35             |                          | A Bigger Oink               |
|                |                          |                             |
| 36             | Gra w kreta              | The Mole Game               |
|                |                          |                             |
| 37             | Straszliwy huragan       | The Worst Kind of Hurricane |
|                |                          |                             |
| 38             | Powrót do domu           | Homeward Bound              |
|                |                          |                             |
| 39             | Despota-Despota-Despota  | Bully-Bully-Bully           |
|                |                          |                             |